# Peribaea hongkongensis
Peribaea hongkongensis là một loài ruồi trong họ Tachinidae.